# مارك ريغيف
مارك ريغيف (بالعبرية: מארק רגב‏)، ولد في عام 1960 بمدينة ملبورن الأسترالية. اسمه السابق مارك فرِيبرغ، وهو المتحدث الرئيسي لرئيس الوزراء الإسرائيلي منذ العام 2007.